# آتلستن (آرکانزاس)
آتلستن (به انگلیسی: Athelstan) یک منطقهٔ مسکونی در ایالات متحده آمریکا است که در شهرستان میسیسیپی، آرکانزاس واقع شده‌است. آتلستن ۷۰٫۱ متر بالاتر از سطح دریا واقع شده‌است.